# Гоніння на християн у Римській імперії

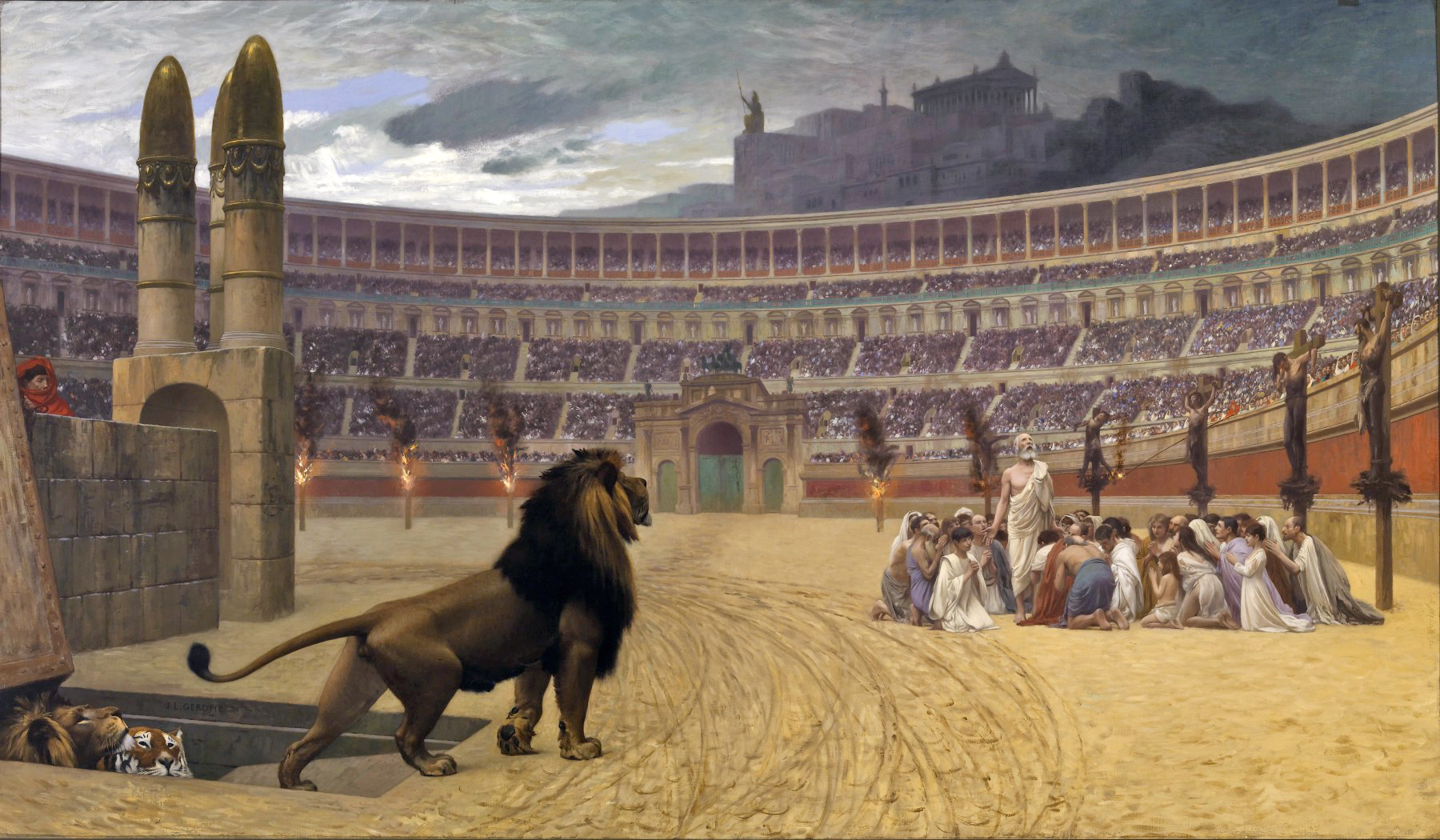
', Ж. Л. Жером (1883)

Гоніння на християн у Римській імперії почалися з розп'яття Ісуса Христа та описаних в Новому Завіті гонінь від юдеїв та тривали з різною інтенсивністю протягом трьох сторіч до 313 року, коли імператором Костянтином Великим був виданий Міланський едикт та становище християн стало легальним. Християни переслідувалися місцевою владою не регулярно і в різних обставинах, часто за примхою місцевої не християнської частини суспільства.
Гоніння зробили сильний вплив на розвиток християнства, визначивши вибір канонічних євангелій, надавши вплив на богослів'я та організаційну структуру християнської церкви. Серед іншого, гоніння сформували культ святих та мучеників, сприяли швидкому поширенню нової релігії, появі апологетичної літератури.
Після засудження аріанства на Нікейському соборі 325 року і проголошення 380 року християнства державною релігією імперії, переслідування набули форми покарання послідовників християнських вчень, визнаних єретичними.

## Причини гонінь на християн
Простолюдини вважали, що християни не звершують ніяких жертвопринесень, тим самим не задобрюють богів, тому вони викликають гнів богів не тільки на себе але і на них.
Християн звинувачували у безбожництві, не в юридичному а у буквальному сенсі, як людей невіруючих, і що не визнають богів. Бо Християни не мали храмів і не поклонялись богам.
Також їх звинувачували у тієстових вечерях; цей вираз має зв'язок з легендою про царя Тієста, що хотів випробувати всезнання Юпітера, запропонував йому зарізати власного сина. Це народна уява про таїнство Євхаристії. Говорили що начебто християни харчуються кров'ю, тому вони заколюють немовлят.
Третє звинувачення було в едипівських змішаннях. В основі терміну лежить легенда про Едипу і його ганебному шлюбі з мамою. Основою для звинувачення християн в цьому були вечері любові. Підозрювали що християни на цих зібраннях чинять страшну розпусту, і після чого вбивають дітей. Виходить що вони розпусники, людиноненависники, безбожники. Через це простолюдини думали що всі біди через християн і ненавиділи їх. В Африці була навіть приказка: «Не дає Бог дощу, то підемо на християн». Лунали вигуки: «Християн до левів», та питання: Чи може бути щось добре від такого народу? Чи не підлягає він винищенню?
Християнська традиція, вперше зафіксована Лактанцієм в його трактаті «Про смерті переслідувачів», виділено 10 гонінь:
1. За Нерона, що почалося після Великої пожежі в Римі в 64 році;
2. При Доміціані в 81 році;
3. При Траяні в 99 році, про які нам відомо від Плінія Молодшого;
4. При Марку Аврелію в 168 році;
5. При Септимію Северії в 192 році;
6. При Максимину в 235 році;
7. Гоніння на християн при Деції в 250 році;
8. При Валеріані в 257 році;
9. При Авреліані в 272 році;
10. Утиск великий Діоклетіана і Галерія з 303 по 313 рік.